# Армбрустер, Натали
Натали Армбрустер (нем. Nathalie Armbruster; род. 2 января 2006) — немецкая лыжница, выступающая в лыжном двоеборье. Трёхкратный серебряный призёр чемпионатов мира 2023 и 2025 годов.

## Карьера
Натали встала на лыжи с четырёхлетнего возраста. 22 февраля 2020 года она дебютировала на международных соревнованиях по лыжному спорту.
В 2022 году стала победителем молодёжного чемпионата мира в смешанном командном турнире. 12 марта 2022 года Натали дебютировала на этапе Кубка мира по лыжному двоеборью в Шонахе, заняв 15-е место.
В 2023 году, на чемпионате мира в Словении, немецкая лыжница в смешанной командной турнире завоевала серебро чемпионата мира. В индивидуальных соревнованиях двоеборок также пришла к финишу второй, став двукратным серебряным призёром в 17 лет.
В сезоне 2024/2025 года немецкая спортсменка на этапе в австрийском Зефельде одержала свою первую победу в Кубке мира. 
На чемпионате мира 2025 года в Тронхейме в смешанном командном турнире в составе немецкой сборной завоевала серебряную медаль. 

### Чемпионат мира
- 3 медали (3 серебро)

| Год                                       | Возраст | NH      |
| ----------------------------------------- | ------- | ------- |
| Планица 2023, смешанный командный турнир  | 17      | Серебро |
| Планица 2023, нормальный трамплин + 5 км  | 17      | Серебро |
| Тронхейм 2025, смешанный командный турнир | 19      | Серебро |